# Sweet/Vicious
Sweet/Vicious é uma série de televisão americana criada por Jennifer Kaytin Robinson para MTV. A série gira em torno das atividades de Jules e Ophelia, duas estudantes de faculdade que secretamente atuam como vigilantes no campus que visam agressores sexuais. A série aborda as consequências emocionais da vitimização, bem como falhas no sistema de justiça em relação aos relatórios.
The Hollywood Reporter anunciou em 8 de setembro de 2015, que a MTV tinha encomendado um piloto para a série, que foi originalmente intitulada  de Little Darlings. Em 14 de dezembro de 2015, O Deadline.com anunciou que a MTV tinha dado uma ordem de produção para a série. Em 21 de abril de 2016, a MTV anunciou que a série estaria em sua nova linha de shows com o título final de Sweet/Vicious.
As filmagens para a série começaram em 4 de Maio de 2016. O show estreou na MTV e MTV app em 15 de novembro de 2016.
Em 28 de abril de 2017, a MTV anunciou que Sweet/Vicious tinha sido cancelada após uma temporada.

## Elenco

### Principal
- Eliza Bennett como Jules Thomas
- Taylor Dearden como Ophelia Mayer
- Brandon Mychal Smith como Harris James
- Nick Fink como Tyler Finn

### Recorrente
- Dylan McTee como Nate Griffin
- Aisha Dee como Kennedy Cates
- Skyler Day como Mackenzie Dalton
- Victoria Park, como Gaby Cho
- Lindsay Chambers como Fiona Preço
- Matt Angel como Oficial  Mike Veach
- Stephen Friedrich como Evan
- Greg Worswick como Barton
- Ethan Dawes como Milhas Forrester
- Max Ehrich como Landon Mays
- Corinne Foxx como Rachel
- Drew Hellenthal como Tommy Cope
- James MacDonald como Oficial de Ballard
- Carter Jenkins como Will Powell
- Gerald Downey como Treinador Howard

## Episódios
| N.º | Título                      | Dirigido por               | Escrito por                     | Lançamento             |
| --- | --------------------------- | -------------------------- | ------------------------------- | ---------------------- |
| 1 | "The Blueprint"             | Joseph Kahn Rebecca Thomas | Jennifer Kaytin Robinson        | 15 de novembro de 2016 |
| Jules, a perfeita irmã da fraternidade, equilibra a vida de estudante universitária e, ao mesmo tempo, cumpre justa justiça no campus de sua escola. Isso até que Ophelia, uma traficante de maconha que hackeia computadores, descobre o segredo de Jules. |                             |                            |                                 |                        |
| 2 | "The Writing's on the Wall" | Joseph Kahn                | Jennifer Kaytin Robinson        | 22 de novembro de 2016 |
| À luz dos acontecimentos recentes, Jules interrompe suas atividades de vigilante, mas quando Ophelia mostra a ela como tantas garotas também estão sofrendo agressão sexual no campus, Jules concorda em continuar a lutar por vingança com Ophelia.        |                             |                            |                                 |                        |
| 3 | "Sucker"                    | Brian Dannelly             | Amanda Lasher                   | 29 de novembro de 2016 |
| Depois que Jules treina Ophelia para se tornar uma vigilante, elas tomam seu primeiro alvo juntas: um garoto usando um aplicativo de namoro popular para encontrar suas vítimas.                                                                            |                             |                            |                                 |                        |
| 4 | "Tragic Kingdom"            | Brian Dannelly             | Celeste Ballard                 | 6 de dezembro de 2016  |
| A fim de derrubar uma irmandade malvada que brutalmente está ofuscando suas promessas, Ophelia, a contragosto, vai disfarçada em uma tentativa de desmantelar a irmandade por dentro.                                                                       |                             |                            |                                 |                        |
| 5 | "All Eyez on Me"            | Todd Biermann              | M. Scott Veach                  | 13 de dezembro de 2016 |
| Jules e Ophelia planejam derrubar um piloto de corridas que ataca seus passageiros bêbados e indefesos. Depois que o plano inicial deu errado, Ophelia assumiu o assunto com suas próprias mãos.                                                            |                             |                            |                                 |                        |
| 6 | "Fearless"                  | Todd Biermann              | Jared Frieder                   | 3 de janeiro de 2017   |
| Ophelia e Jules escondem-se na loja de discos com Harris e Tyler quando um visitante inesperado acaba com a noite delas. |                             |                            |                                 |                        |
| 7 | "Heartbreaker"              | Elodie Keene               | Jennifer Kaytin Robinson        | 10 de janeiro de 2017  |
| No rescaldo da confissão de Jules a Kennedy, Jules tenta se livrar de sua depressão ao se juntar a Ophelia e Harris em um bar do campus. |                             |                            |                                 |                        |
| 8 | "Back to Black"             | Joseph Kahn Rebecca Thomas | Jared Frieder & Celeste Ballard | 17 de janeiro de 2017  |
| Com nada a perder, Jules se concentra em uma queda pública em uma festa da fraternidade. Ophelia, hesitante em deixar Jules emocionalmente instável perseguir uma queda, relutantemente faz o mesmo.                                                        |                             |                            |                                 |                        |
| 9 | "An Innocent Man"           | Leslie Libman              | Amanda Lasher                   | 24 de janeiro de 2017  |
| Jules, tendo se reconciliado com Kennedy, finalmente relata seu ataque sexual ao escritório do Darlington Title IX para um julgamento apropriado, forçando todos os envolvidos a refazer os eventos daquela noite.                                          |                             |                            |                                 |                        |
| 10 | "Pure Heroine"              | Leslie Libman              | Jennifer Kaytin Robinson        | 24 de janeiro de 2017  |
| Na sequência do veredito de culpa de Nate ser derrubado pelo presidente da Darlington e da prisão de Tyler, as meninas têm muito o que cuidar. |                             |                            |                                 |                        |

## Recepção crítica
Apesar da baixa audiência, a mostra recebeu críticas positivas, e tem 100% de aprovação no Rotten tomatoes , com base em análises de 10 críticos.